# Caturité
Caturité là một đô thị thuộc bang Paraíba, Brasil. Đô thị này có diện tích 118,089 km², dân số năm 2007 là 4473 người, mật độ 37,9 người/km².